# Llac de Pátzcuaro
El llac de Pátzcuaro és un llac situat al municipi de Pátzcuaro de l'estat de Michoacán, Mèxic, a 63 km a l'oest de la ciutat de Morelia. Es troba a 2.035 m sobre el nivell del mar i té una fondària màxima de 12,5 metres.
És un dels principals atractius turístics de l'estat de Michoacán. El seu litoral fa 55 km i té set illes: Janitzio, La Pacanda, Yunuén, Tecuena, un petit illot anomenat "La Tecuenita" prop de l'illa Tecuena, Jarácuaro i dues illes més: Urandén Morelos i Urandén Morales. Hi a una escola de canoa.
Es troba en una conca endorreica la seva conca de drenatge fa 929 km² i el llac en fa 126,4. El volum d'aigua és d'uns 580 milions de metres cúbics.
Aquest llac pateix des de fa temps un descens del nivell de l'aigua, contaminació i eutrofització.